# 偉人
偉人（いじん）とは、歴史に遺るような、並外れて優れた人間のこと。

## 概要
偉人の『偉』は、「並外れる」「特別で優れる」「めったにない程に優れる」を意味する字である。したがって、内実を伴う本来の意味で「偉い」人を指す。
対義語は凡人または庸人。相対的に考えて優れている場合は知識人と呼ぶ。
類義語としては『偉才』『聖』がある。『逸材』『秀才』は優れているが卑近な人物を指して使用されるのに対して、『偉人』『偉才』『聖』は卑近な人物には追い越せない高遠な人物のみを指して使用されている。また、『聖』という語は、「詩聖」「楽聖」「画聖」ように、芸術界の偉人を指して使用されている。なお、『逸材』『秀才』『偉人』『偉才』『聖』共に、貴賎を問わず使用される語である。

## 呼ばれるまでの経緯
生前から大人物と目されていた場合が多いが、フィンセント・ファン・ゴッホや坂本龍馬のように、死後に「偉人」と呼ばれる例も少なくない。